# Kuurne-Bruxelles-Kuurne
Kuurne-Bruxelles-Kuurne (nederlandsk: Kuurne-Brussel-Kuurne) er et vigtig årligt endagsløb i Belgien. Det går mellem Bruxelles og Kuurne i Flandern og køres sidste søndag i februar eller første i marts, dagen efter Omloop Het Nieuwsblad. Løbet blev første gang arrangeret i 1945 og siden 2020 har det været rangeret som 1.Pro og er en del af UCI ProSeries.

## Vindere
| År                            | Vinder                        | Toer                   | Treer                    |
| ----------------------------- | ----------------------------- | ---------------------- | ------------------------ |
| Omloop van Kuurne             |                               |                        |                          |
| 1945                          | Valère Ollivier               | Albert Ramon           | Albert Decin             |
| 1946                          | Henri Delmuyle                | Arthur Mommerency      | Albert Paepe             |
| Kuurne-Bruxelles-Kuurne       |                               |                        |                          |
| 1947                          | André Pieters                 | André Rosseel          | Omer Mommerency          |
| 1948                          | Achiel Buysse                 | André Pieters          | Roger Cnockaert          |
| 1949                          | Albert Decin                  | Valère Ollivier        | Arthur Mommerency        |
| 1950                          | Valère Ollivier               | Albert Decin           | André Declerck           |
| 1951                          | André Declerck                | Maurice Blomme         | Albert Decin             |
| 1952                          | André Maelbrancke             | Albert Lambert         | Basiel Wambeke           |
| 1953                          | Léopold Degraeveleyn          | André Pieters          | René Mertens             |
| 1954                          | Leon Van Daele                | René Oreel             | Boudewijn Devos          |
| 1955                          | Jef Planckaert                | René Mertens           | Henri Denys              |
| 1956                          | Henri Denys                   | Wim van Est            | Alberic Schotte          |
| 1957                          | Jef Verhelst                  | Leon Van Daele         | Norbert Kerckhove        |
| 1958                          | Gilbert Desmet                | Karel De Baere         | Marcel Rijckaert         |
| 1959                          | Gentil Saelens                | Arthur Decabooter      | Maurice Meuleman         |
| 1960                          | Jef Planckaert                | Francis Pipelin        | Henri De Wolf            |
| 1961                          | Leon Van Daele Fred De Bruyne |                        | André Noyelle            |
| 1962                          | Piet Rentmeester              | Robert De Middeleir    | Romain Van Wijnsberghe   |
| 1963                          | Noël Foré                     | Leon Van Daele         | Willy Bocklant           |
| 1964                          | Arthur Decabooter             | Tom Simpson            | Frans Melckenbeeck       |
| 1965                          | Guido Reybrouck               | Vin Denson             | Bernard Van De Kerckhove |
| 1966                          | Gustaaf De Smet               | Robert De Middeleir    | Norbert Kerckhove        |
| 1967                          | Daniel Van Ryckeghem          | Eric Demunster         | Walter Boucquet          |
| 1968                          | Eric Leman                    | Daniel Van Ryckeghem   | Edward Sels              |
| 1969                          | Freddy Decloedt               | Noël Vantyghem         | Emiel Lambrecht          |
| 1970                          | Roger De Vlaeminck            | Eric Leman             | Daniel Van Ryckeghem     |
| 1971                          | Roger De Vlaeminck            | Eric Leman             | Frans Verbeeck           |
| 1972                          | Gustaaf Van Roosbroeck        | Noël Van Clooster      | Willy Planckaert         |
| 1973                          | Walter Planckaert             | Freddy Maertens        | Tino Tabak               |
| 1974                          | Wilfried Wesemael             | Eddy Verstraeten       | Cyrille Guimard          |
| 1975                          | Frans Verhaegen               | Tino Tabak             | Freddy Maertens          |
| 1976                          | Frans Verhaegen               | Franky De Gendt        | Hervé Vermereen          |
| 1977                          | Patrick Sercu                 | Walter Planckaert      | Dietrich Thurau          |
| 1978                          | Patrick Lefevere              | Ludo Delcroix          | Walter Planckaert        |
| 1979                          | Walter Planckaert             | Alfons van Katwijk     | Jean-Luc Vandenbroucke   |
| 1980                          | Jan Raas                      | Ludo Peeters           | Seán Kelly               |
| 1981                          | Jos Jacobs                    | Jean-Luc Vandenbroucke | Hubert Linard            |
| 1982                          | Gregor Braun                  | Eddy Planckaert        | Seán Kelly               |
| 1983                          | Jan Raas                      | Seán Kelly             | Eddy Planckaert          |
| 1984                          | Jos Lammertink                | Walter Planckaert      | Marc Dierickx            |
| 1985                          | William Tackaert              | Marc Sergeant          | Gerrit Solleveld         |
| 1986 aflyst pga. dårligt vejr |                               |                        |                          |
| 1987                          | Ludo Peeters                  | Johan Lammerts         | Dirk Demol               |
| 1988                          | Hendrik Redant                | Noël Segers            | Jelle Nijdam             |
| 1989                          | Edwig Van Hooydonck           | Mauro Gianetti         | Johan Devos              |
| 1990                          | Hendrik Redant                | Jelle Nijdam           | Davis Phinney            |
| 1991                          | Johnny Dauwe                  | Jean-Paul van Poppel   | Hendrik Redant           |
| 1992                          | Olaf Ludwig                   | Christophe Capelle     | Johan Museeuw            |
| 1993 aflyst pga. dårligt vejr |                               |                        |                          |
| 1994                          | Johan Museeuw                 | Johan Capiot           | Olaf Ludwig              |
| 1995                          | Frédéric Moncassin            | Hendrik Redant         | Andrea Peron             |
| 1996                          | Rolf Sørensen                 | Frédéric Moncassin     | Gianluca Pianegonda      |
| 1997                          | Johan Museeuw                 | Stéphane Barthe        | Bruno Boscardin          |
| 1998                          | Andrei Tchmil                 | Frank Vandenbroucke    | Emmanuel Magnien         |
| 1999                          | Jo Planckaert                 | Johan Museeuw          | Andrei Tchmil            |
| 2000                          | Andrei Tchmil                 | Geert Van Bondt        | Jaan Kirsipuu            |
| 2001                          | Peter Van Petegem             | Hans De Clercq         | Jo Planckaert            |
| 2002                          | Jaan Kirsipuu                 | Serge Baguet           | Enrico Cassani           |
| 2003                          | Roy Sentjens                  | Leif Hoste             | Volker Ordowski          |
| 2004                          | Steven de Jongh               | Paolo Bettini          | Gerben Löwik             |
| 2005                          | George Hincapie               | Kevin Van Impe         | Bert Roesems             |
| 2006                          | Nick Nuyens                   | Leif Hoste             | Tom Boonen               |
| 2007                          | Tom Boonen                    | Marcel Sieberg         | Iljo Keisse              |
| 2008                          | Steven de Jongh               | Sebastian Langeveld    | Matthew Goss             |
| 2009                          | Tom Boonen                    | Bernhard Eisel         | Jeremy Hunt              |
| 2010                          | Bobbie Traksel                | Rick Flens             | Ian Stannard             |
| 2011                          | Christopher Sutton            | Jawhen Hutarovitj      | André Greipel            |
| 2012                          | Mark Cavendish                | Jawhen Hutarovitj      | Kenny van Hummel         |
| 2013 aflyst pga. sne          |                               |                        |                          |
| 2014                          | Tom Boonen                    | Moreno Hofland         | Sep Vanmarcke            |
| 2015                          | Mark Cavendish                | Alexander Kristoff     | Elia Viviani             |
| 2016                          | Jasper Stuyven                | Alexander Kristoff     | Nacer Bouhanni           |
| 2017                          | Peter Sagan                   | Jasper Stuyven         | Luke Rowe                |
| 2018                          | Dylan Groenewegen             | Arnaud Démare          | Sonny Colbrelli          |
| 2019                          | Bob Jungels                   | Owain Doull            | Niki Terpstra            |
| 2020                          | Kasper Asgreen                | Giacomo Nizzolo        | Alexander Kristoff       |
| 2021                          | Mads Pedersen                 | Anthony Turgis         | Tom Pidcock              |
| 2022                          | Fabio Jakobsen                | Caleb Ewan             | Hugo Hofstetter          |
| 2023                          | Tiesj Benoot                  | Nathan Van Hooydonck   | Matej Mohorič            |
| 2024                          | Wout van Aert                 | Tim Wellens            | Oier Lazkano             |
| 2025                          | Jasper Philipsen              | Olav Kooij             | Hugo Hofstetter          |

## Eksterne links
- Officielle side

1. ↑   ,  resolver.kb.nl.